# Гявуркала (Шахтахти)
Гявуркала (азерб. Gavurqala) або Гяуркала (Гяур-кала) — раннє місто-фортеця III—II тисячоліть до н. е., розташоване поблизу села Шахтахти, за 35 км на північний захід від міста Нахічевань в Азербайджані, на лівому березі річки Аракс. Включене урядом Азербайджану до списку археологічних пам'яток національного значення.

## Опис
Поселення Гявуркала займає площу близько 6-8 га, розташоване на краю обриву поблизу селища Шахтахти і відноситься до бронзової доби (III—II тисячоліття до н. е.). Центральна частина поселення площею близько 1,5 га була огороджена фортечною стіною, побудованою з великих каменів. Нижня частина стін фортеці складена з більших тесаних каменів.
Під час археологічних розкопок 1936 і 1967—1975 років у Гявуркалі виявлено різні кам'яні знаряддя праці, предмети простої монохромної і поліхромної фарбованої кераміки, а також поховання в кам'яних ящиках. Експедиція Азербайджанської філії Академії наук СРСР 1936 року виявила в Гявуркалі три шари, що належали одній культурі. Найнижчий шар виявлено на глибині 3 м біля краю обриву. Тут знайдено кам'яний молоток, тертку і кілька оброблених каменів господарського призначення. У другому шарі виявлено поховання в кам'яних ящиках, поверх яких були залишки фортеці циклопічного типу, побудованої на краю могильного поля.
До середини II тисячоліття до н. е. Гявуркала перетворилася на поселення міського типу і стала центром одного з племінних об'єднань рівнини Беюкдуз. Населення Гявуркали займалося землеробством, скотарством, металообробкою і гончарною справою. Гявуркала була одним з ранніх міст, характерних для нахічеванської археологічної культури.